# Nicànor de Macedònia
Nicànor  (en grec Νικάνωρ) va ser un militar macedoni que va servir a Cassandre de Macedònia.
A la mort d'Antípater (regent de Macedònia) l'any 319 aC, Cassandre, el fill del difunt, el va enviar a prendre el comandament de Muníquia a l'Àtica. Nicànor va arribar abans que la notícia de la mort d'Antípater i va obtenir fàcilment la fortalesa que després no va voler entregar tot i les ordes de Polipercó. Va entrar en negociacions amb l'atenenc Foció que demanaven la retirada de la guarnició macedònia de Muníquia tal com establia el decret de Polipercó, i mentre dirigia les negociacions i donava falses esperances, va aprofitar per sorprendre el Pireu que va ocupar amb una forta guarnició, sempre al servei de Cassandre.
La reina Olímpia de l'Epir va ordenar també la retirada però no va ser escoltada. Va arribar llavors Alexandre Polipercó a la primavera del 315 aC, amb un exèrcit però no va poder desallotjar a Nicànor i tot seguit va arribar Cassandre amb una flota de 35 vaixells i Nicànor li va entregar el Pireu i ell mateix va conservar el comandament a Muníquia.
Una mica després Cassandre el va enviar amb una flota a l'Hel·lespont on es va reunir amb una flota d'Antígon el Borni. Va ser derrotat inicialment per Clit, l'almirall de Polipercó, però aviat es va recuperar i finalment va destruir o capturar la flota enemiga al complet.
Quan va tornar a Atenes, Cassandre el va rebre amb gran distinció i el va tornar a enviar a Muníquia com a comandant. Però Cassandre va començar a sospitar que tenia ambicions pròpies i amb un engany el va agafar i el va fer matar després de sotmetre'l a judici davant de l'exèrcit macedònic.